# نظریه توطئه آگاهی قبلی آمریکا از حمله به پرل هاربر
نظریه توطئه آگاهی داشتن آمریکا از حمله به پرل هاربر (انگلیسی: Pearl Harbor advance-knowledge conspiracy theory) چندین نویسنده، از جمله جانباز جنگ جهانی دوم و روزنامه‌نگار رابرت استینت، نویسنده کتاب روز فریب، و دریادار سابق ایالات متحده رابرت آلفرد تئوبالد، نویسنده کتاب «راز پایانی پرل هاربر: زمینه واشینگتن در حمله پرل هاربر»، استدلال کرده‌اند که احزاب مختلف در دولت‌های ایالات متحده و انگلیس از قبل از حمله به پرل هاربر اطلاع داشتند و حتی ممکن است اجازه داده باشند که این حمله انجام دهند یا آن تشویق کنند تا ایالات متحده مجبور شود از این طریق وارد جنگ شود. با این حال، این نظریه توطئه توسط مورخان جریان اصلی رد می‌شود.